# Jack Cummings (cyclisme)
Pour les articles homonymes, voir Cummings.
Jack Cummings (né le 2 janvier 1994 à Essex, dans le Queensland) est un coureur cycliste australien.

## Palmarès sur piste

### Championnats du monde
- Moscou 2011
  -  Champion du monde de poursuite par équipes juniors (avec Alexander Edmondson, Jackson Law et Alexander Morgan)
- Invercargill 2012
  -  Champion du monde de poursuite par équipes juniors (avec Evan Hull, Alexander Morgan et Miles Scotson)

### Championnats d'Australie
- 2011
  -  Champion d'Australie de poursuite par équipes juniors (avec Evan Hull, Alexander Morgan et Rick Sanders)
  - 3e du championnat d'Australie de poursuite juniors
- 2012
  -  Champion d'Australie de poursuite par équipes juniors (avec Evan Hull, Alexander Morgan et Zachary Shaw)
- 2013
  - 3e du championnat d'Australie de poursuite par équipes